# Iwano-Frankiwski Narodowy Uniwersytet Medyczny
Iwano-Frankiwski Narodowy Uniwersytet Medyczny (ukr. Івано-Франківський національний медичний університет, ІФНМУ) – ukraińska medyczna szkoła wyższa w Iwano-Frankiwsku. Kształcenie prowadzone jest w 6 specjalnościach na 5 fakultetach. 6 października 1945 roku został założony Stanisławski Państwowy Instytut Medyczny (ukr. Станіславський державний медичний інститут), który w  1962 roku w związku ze zmianą nazwy miasta został przemianowany w Iwano-Frankiwski Państwowy Instytut Medyczny (ukr. Івано-Франківський державний медичний інститут). W 1992 roku na podstawie Instytutu powstała Iwano-Frankiwska Państwowa Akademia Medyczna (ukr. Івано-Франківська державна медична академія). Dopiero 27 listopada 2008 otrzymał obecną nazwę.

## Struktura
Wydziały (ukr. – Факультети):
- medycyny – okres nauczania 6 lat
- dentystyczny – okres nauczania 5 lat
- farmaceutyczny – okres nauczania 5 lat
- studia podyplomowe
- przygotowania cudzoziemców

Specjalności (ukr. – Спеціальності):
- Medycyna lecznicza
- Stomatologia
- Farmaceutyka
- Pediatria
- Pielęgniarstwo
- Stomatologia ortopedyczna